# يوسف هيرسي
يوسف هيرسي (بالهولندية: Youssouf Hersi)‏ (20 أغسطس 1982 بديرة داوا في إثيوبيا - ) هو لاعب كرة قدم هولندي في مركز الوسط. شارك مع منتخب هولندا تحت 21 سنة لكرة القدم. أما مع النوادي، فقد لعب مع أياكس أمستردام وأيك أثينا وإن إي سي نيميخن وتفينتي أنشخيدة ودي غرافشاب وفيتيسه آرنهم ونادي برث غلوري ونادي هيرنفين ونادي وسترن سيدني واندررز وناك بريدا وأتلاتيك أنوسيس قسطنطينبولس ‏.

## وصلات خارجية
- يوسف هيرسي على موقع الاتحاد الدولي (مؤرشف)  (الإنجليزية)
- يوسف هيرسي على موقع قاعدة بيانات كرة القدم.إي يو (الإنجليزية)
- يوسف هيرسي على موقع Soccerway.com (الإنجليزية)
- يوسف هيرسي على موقع عالم كرة القدم.نت (الإنجليزية)